# Lễ khao lề thế lính
Lễ khao lề thế lính là một lễ hội của nhân dân huyện đảo Lý Sơn, tỉnh Quảng Ngãi, với mục đích cầu bình an cho người lính của hải đội Hoàng Sa trước khi lên đường làm nhiệm vụ. Lễ hội này được tổ chức tại Âm Linh tự (một di tích được xếp hạng quốc gia) vào tháng 2, tháng 3 nông lịch hàng năm. Vào những ngày này, ngoài việc tổ chức, người địa phương còn thực hiện đắp và dọn các ngôi mộ của các chiến sĩ hải đội Hoàng Sa (gọi là mộ gió).
Năm 2013, lễ khao lề thế lính Hoàng Sa được Bộ Văn hóa, Thể thao và Du lịch công nhận di sản văn hóa phi vật thể quốc gia.

## Tên gọi
Thời gian đầu khi mới thành lập hải đội Hoàng Sa vào thế kỷ 17, cứ hàng năm người của đảo Lý Sơn lại được tuyển mộ vào đội này làm binh, phu đi khai thác và bảo vệ Hoàng Sa và Trường Sa. Việc này gọi là thế lính. Lễ hội này có hình thức thả thuyền giấy ra biển, có lẽ vì thế mà lễ hội có tên là khao lề thế lính.